# New York Giants 2025
La stagione 2025 dei New York Giants sarà la 101ª della franchigia nella National Football League e la quarta con Brian Daboll come capo-allenatore.

## Scelte nel Draft 2025
| Scelte dei Giants nel Draft 2025 |        |                                   |                                   |                                   |                      |
| Giro                             | Scelta | Giocatore                         | Ruolo                             | College                           | Note                 |
| 1                                | 3      | Abdul Carter                      | DE                                | Penn State                        |                      |
| 1                                | 25     | Jaxson Dart                       | QB                                | Ole Miss                          | da Houston           |
| 2                                | 34     | Scambiata con gli Houston Texans  | Scambiata con gli Houston Texans  | Scambiata con gli Houston Texans  |                      |
| 3                                | 65     | Darius Alexander                  | DT                                | Toledo                            |                      |
| 3                                | 99     | Scambiata con gli Houston Texans  | Scambiata con gli Houston Texans  | Scambiata con gli Houston Texans  | Scelta compensatoria |
| 4                                | 105    | Cam Skattebo                      | RB                                | Arizona State                     |                      |
| 5                                | 140    | Scambiata con i Carolina Panthers | Scambiata con i Carolina Panthers | Scambiata con i Carolina Panthers |                      |
| 5                                | 154    | Marcus Mbow                       | G                                 | Purdue                            | Dai Seahawks         |
| 6                                | 177    | Scambiata con i Buffalo Bills     | Scambiata con i Buffalo Bills     | Scambiata con i Buffalo Bills     |                      |
| 7                                | 219    | Thomas Fidone                     | TE                                | Nebraska                          |                      |
| 7                                | 246    | Korie Black                       | CB                                | Oklahoma State                    | Dai Bills            |

## Staff
| Staff dei New York Giants |
| --- |
| Organi dirigenziali - Presidente/CEO – John Mara - Chairman/vice presidente esecutivo – Steve Tisch - Vice presidente senior & general manager – Joe Schoen - Assistente general manager – Brandon Brown - Vice presidente senior delle operazioni del football & strategia – Kevin Abrams - Consulente del personale senior – Chris Mara - Direttore del personale dei giocatori – Tim McDonnell - Assistente del direttore del personale dei giocatori – Dennis Hickey - Direttore degli osservatori dei professionisti – Chris Rosetti - Assistente del direttore degli osservatori dei professionisti – Nick La Testa - Direttore delle operazioni del football – Ed Triggs - Direttore delle operazioni degli allenatori – Laura Young Capo allenatore - Capo-allenatore – Brian Daboll - Assistente capo-allenatore/coordinatore offensivo – Mike Kafka Altri allenatori - Direttore esecutivo delle prestazioni dei giocatori – Aaron Wellman - Preparatore atletico – Frank Piraino - Assistente p.a. – Drew Wilson - Performance manager/assistente p.a. – Sam Coad Allenatori dell'attacco - Quarterback/coordinatore gioco sui passaggi – Shea Tierney - Assistente quarterback – Chad Hall - Running back – Ladell Betts - Wide receiver – Mike Groh - Tight end – Tim Kelly - Offensive line – Carmen Bricillo - Assistente offensive line – James Ferentz - Assistente attacco/game manager – Cade Knox - Assistente attacco – Angela Baker - Assistente attacco – Troy Brown Allenatori della difesa - Coordinatore difensivo – Shane Bowen - Defensive line – Andre Patterson - Assistente defensive line – Bryan Cox - Outside linebacker – Charlie Bullen - Inside linebacker – John Egorugwu - Defensive back/coordinatore gioco sui passaggi – Marquand Manuel - Cornerback – Jeff Burris - Assistent linea secondaria – Mike Adams - Assistente difesa – Ben Burress Allenatori dello special team - Coordinatore special team – Michael Ghobrial - Assistente special team – Cam Achord - Assistente special team – Stephen Thomas |

## Roster
| Roster dei New York Giants |
| --- |
| Quarterback - 6 Jaxson Dart - 15 Tommy DeVito - 3 Russell Wilson - 19 Jameis Winston Running Back - 36 Rushawn Baker - 20 Eric Gray - 25 Dante Miller - 26 Devin Singletary - 44 Cam Skattebo - 29 Tyrone Tracy Jr. Wide Receiver - 12 Jordan Bly - 5 Dalen Cambre - 8 Beaux Collins - 9 Da'Quan Felton - 88 Bryce Ford-Wheaton - 81 Lil'Jordan Humphrey - 13 Jalin Hyatt - 1 Malik Nabers - 83 Zach Pascal - 17 Wan'Dale Robinson - 18 Darius Slayton - 87 Ihmir Smith-Marsette - 80 Montrell Washington - 2 Antwane Wells Jr. Tight End - 82 Daniel Bellinger - 89 Greg Dulcich - 86 Thomas Fidone - 84 Theo Johnson - 85 Chris Manhertz - 48 Jermaine Terry II Offensive Linemen - 72 Jermaine Eluemunor LT - 75 Joshua Ezeudu LG - 70 Stone Forsythe RT - 60 Bryan Hudson C - 55 James Hudson RT - 63 Jake Kubas RG - 71 Marcus Mbow RT - 67 Jimmy Morrissey C - 73 Evan Neal G - 76 Jon Runyan Jr. LG - 65 Austin Schlottmann C - 64 Aaron Stinnie G - 61 John Michael Schmitz C - 78 Andrew Thomas LT - 74 Greg Van Roten RG - 68 Jaison Williams RT Defensive Linemen - 91 Darius Alexander DE - 94 Elijah Chatman DE - 98 D.J. Davidson NT - 69 Cory Durden NT - 90 Elijah Garcia DE - 57 Chauncey Golston DE - 97 Dexter Lawrence NT - 96 Jeremiah Ledbetter NT - 93 Rakeem Nuñez-Roches DE - 99 Jordon Riley DE - 95 Roy Robertson-Harris DE Linebacker - 49 Chris Board ILB - 0 Brian Burns OLB - 51 Abdul Carter OLB - 52 Victor Dimukeje OLB - 44 Demetrius Flannigan-Fowles ILB - 46 Trace Ford OLB - 45 Tomon Fox OLB - 54 Dyontae Johnson ILB - 41 Micah McFadden ILB - 53 Darius Muasau ILB - 58 Bobby Okereke ILB - 47 Ty Summers ILB - 5 Kayvon Thibodeaux OLB Defensive Back - 21 Paulson Adebo CB - 2 Deonte Banks CB - 24 Dane Belton SS - 44 Korie Black CB - 28 Cor'Dale Flott CB - 39 O'Donnell Fortune CB - 35 Art Green CB - 37 Tre Hawkins III CB - 8 Jevon Holland FS - 23 Anthony Johnson Jr. FS - 31 Nic Jones CB - 43 Raheem Layne FS - 30 T.J. Moore CB - 27 Tyler Nubin SS - 38 Makari Paige S - 22 Andru Phillips CB - 33 Dee Williams CB Special Team - 9 Graham Gano K - 6 Jamie Gillan P - 59 Casey Kreiter LS - 99 Jude McAtamney K Roster aggiornato al 5 giugno 2025 89 attivi |
| Legenda - I rookie sono in corsivo. - Il primo ruolo è il principale mentre gli eventuali successivi indicano i ruoli secondari. - (IR) sta per Injured Reserve ed indica la lista ristretta per un solo giocatore infortunato che può tornare ad allenarsi dopo la settimana 6 e a rientrare in prima squadra dopo che questa ha giocato 8 partite. - (NF-Inj.) / (NF-Ill.) stanno rispettivamente per Non-Football Injured e Non-Football Illness ed indicano le liste dove viene inserito un giocatore che ha un infortunio o una malattia non dipendente dal football americano. - (PUP) sta per Physically Unable to Perform ed indica la lista dove viene inserito un giocatore mentre è in attesa di recuperare la condizione fisica. Nella stagione regolare dopo la sesta partita giocata dalla propria squadra, il giocatore ha tempo tre settimane per riprendere ad allenarsi, più tre settimane aggiuntive dal suo rientro agli allenamenti per rientrare in prima squadra. |

## Precampionato
Il 14 maggio 2025 furono annunciate le gare del precampionato.
| Precampionato |           |           |                      |           |        |                  |             |         |
| Settimana     | Data      | Ora (ET)  | Avversario           | Risultato | Record | Stadio           | TV          | Sintesi |
| 1             | 9 agosto  | 1:00 p.m. | @ Buffalo Bills      | V 34-25   | 1-0    | Highmark Stadium | NBC 4 (NBC) | Sintesi |
| 2             | 16 agosto | 7:00 p.m. | New York Jets        | V 31-12   | 2-0    | MetLife Stadium  | NBC 4 (NBC) | Sintesi |
| 3             | 21 agosto | 8:00 p.m. | New England Patroits | -         | -      | MetLife Stadium  | Prime Video | -       |

## Stagione regolare

### Calendario
Il calendario della stagione regolare fu reso noto il 14 maggio 2025.
| Stagione regolare |                    |                    |                            |                    |                    |                            |                    |                    |
| Settimana         | Data               | Ora (ET)           | Avversario                 | Risultato          | Record             | Stadio                     | TV                 | Sintesi            |
| 1                 | 7 settembre        | 1:00 p.m.          | @ Washington Commanders    | -                  | -                  | Northwest Stadium          | Fox                | -                  |
| 2                 | 14 settembre       | 1:00 p.m.          | @ Dallas Cowboys           | -                  | -                  | AT&T Stadium               | Fox                | -                  |
| 3                 | 21 settembre       | 8:20 p.m.          | Kansas City Chiefs (S)     | -                  | -                  | MetLife Stadium            | NBC                | -                  |
| 4                 | 28 settembre       | 1:00 p.m.          | Los Angeles Chargers       | -                  | -                  | MetLife Stadium            | CBS                | -                  |
| 5                 | 5 ottobre          | 1:00 p.m.          | @ New Orleans Saints       | -                  | -                  | Caesars Superdome          | CBS                | -                  |
| 6                 | 9 ottobre          | 8:15 p.m.          | Philadelphia Eagles (T)    | -                  | -                  | MetLife Stadium            | Prime Video        | -                  |
| 7                 | 19 ottobre         | 4:05 p.m.          | @ Denver Broncos           | -                  | -                  | Empower Field at Mile High | CBS                | -                  |
| 8                 | 26 ottobre         | 1:00 p.m.          | @ Philadelphia Eagles      | -                  | -                  | Lincoln Financial Field    | Fox                | -                  |
| 9                 | 2 novembre         | 1:00 p.m.          | San Francisco 49ers        | -                  | -                  | MetLife Stadium            | CBS                | -                  |
| 10                | 9 novembre         | 1:00 p.m.          | @ Chicago Bears            | -                  | -                  | Soldier Field              | Fox                | -                  |
| 11                | 16 novembre        | 1:00 p.m.          | Green Bay Packers          | -                  | -                  | MetLife Stadium            | Fox                | -                  |
| 12                | 23 novembre        | 1:00 p.m.          | @ Detroit Lions            | -                  | -                  | Ford Field                 | Fox                | -                  |
| 13                | 1° dicembre        | 8:15 p.m.          | @ New England Patriots (M) | -                  | -                  | Gillette Stadium           | ESPN               | -                  |
| 14                | Settimana di pausa | Settimana di pausa | Settimana di pausa         | Settimana di pausa | Settimana di pausa | Settimana di pausa         | Settimana di pausa | Settimana di pausa |
| 15                | 14 dicembre        | 1:00 p.m.          | Washington Commanders      | -                  | -                  | MetLife Stadium            | Fox                | -                  |
| 16                | 21 dicembre        | 1:00 p.m.          | Minnesota Vikings          | -                  | -                  | MetLife Stadium            | Fox                | -                  |
| 17                | 27/28 dicembre     | Da def.            | @ Las Vegas Raiders        | -                  | -                  | Allegiant Stadium          | Da def.            | -                  |
| 18                | 3/4 gennaio        | Da def.            | Dallas Cowboys             | -                  | -                  | MetLife Stadium            | Da def.            | -                  |

Note:
- Gli avversari della propria division sono in grassetto.
- Il simbolo "@" indica una partita giocata in trasferta.
- (M) indica il Monday Night Football, (T) il Thursday Night Football e (S) il Sunday Night Football.
- Dall'undicesimo al diciassettesimo turno si adotta una programmazione flessibile: le partite del Sunday Night Football, del Monday Night Football e del Thursday Night Football sono programmate in via provvisoria e sono eventualmente soggette a modifiche.
- Data e orario della gara del diciottesimo turno saranno stabilite dopo lo svolgimento del diciassettesimo turno.